# Messaline (film, 1960)
Pour les articles homonymes, voir Messaline (homonymie).
Pour plus de détails, voir Fiche technique et Distribution.
Messaline (titre original : Messalina, Venere imperatrice) est un film italien (péplum) réalisé par Vittorio Cottafavi, sorti en 1960.

## Synopsis
Le tribun Lucius Maximus s'éprend de Valeria, une jeune vestale. À son retour de campagne en Arménie, il découvre qu'elle est devenue, en épousant Claudius, l'impératrice Messaline, dont les exactions exaspèrent la population. Et tandis que Messaline éliminera les uns après les autres tous ceux qui lui font obstacle, Lucius Maximus restera partagé entre son amour pour elle et sa répugnance pour ses crimes. Un jour Messaline décide d’éliminer Claudius, une décision que n'admettra pas Lucius qui participera à sa fin.

## Fiche technique
- Titre original : Messalina, Venere imperatrice
- Mise en scène : Vittorio Cottafavi
- Assistants réalisateur : Duccio Tessari, Franco Franca
- Scénario :Ennio De Concini, Mario Guerra, Carlo Romano et Duccio Tessari
- Images : Marco Scarpelli (Technicolor, Technirama), assisté par Pasqualino De Santis (cadreur)
- Montage : Luciano Cavalieri
- Musique : Angelo Francesco Lavagnino
- Direction musicale : Carlo Savina
- Producteur : Emo Bistolfi
- Société de production : Cine Produzione
- Société de distribution : Warner Bros
- Pays de production :  Italie
- Format : Couleur (Technicolor) — 35 mm — 2,35:1 (Supertotalscope) — Son : Mono (Westrex Recording System)
- Genre : Film dramatique, Film historique, Péplum
- Durée : 96 minutes
- Dates de sortie : 
  - Italie : 12 mars 1960
  - Allemagne de l'Ouest : 19 septembre 1960
  - France : 26 janvier 1962

## Distribution
- Belinda Lee (VF :  Nadine Alari) : Valeria Messalina
- Spiros Focas (VF : René Arrieu) : le tribun Lucius Maximus
- Carlo Giustini (VF : Michel Gatineau) : Lucius Geta
- Giancarlo Sbragia (VF : Roger Rudel) : le sénateur Aulus Celsus
- Arturo Dominici (VF : Jean-Pierre Duclos) : Callius Silius
- Ida Galli (VF : Janine Freson) : Silvia crédité comme Arianna Galli
- Giulio Donnini (VF : Michel Roux) : Narcissus
- Marcello Giorda (VF : Claude Peran) : empereur Claudius
- Annie Gorassini (VF : Sophie Leclair) : servante de Messaline
- Mino Doro (VF : Serge Sauvion) : Sulpicius
- Aroldo Tieri : Pirgo Pollinice le comedien
- Vittorio Congia: Ortotrago le comedien
- Giuliano Gemma : Marcellus
- Spartaco Nale (VF : Marcel Bozzuffi) :	Pipulinus
- Lia Angeleri : Dibidia
- Mimmo Poli : un romain ivre
- Alfio Caltabiano : un lutteur
- Antonio Corevi : un patricien
- Benito Stefanelli : un prétorien
- Nando Angelini : Glauco
- Bruna Cealti : servante de Messaline
- Gilberto Mazzi(VF : Gérard Férat) : le consul
- Claudio Scarchilli : un homme dans la taverne
- Janine Hendy : la danseuse
- Vladimiro Picciafuochi(VF : Jacques Deschamps) : Fonteus
- Alberto Plebani : un patricien
- Calisto Calisti : un commerçant
- Bruno Scipioni : un villageois
- Paola Pitagora : une servante de Messaline
- Narration : Claude Bertrand

## Autour du film
- À part le seul fait que Messaline fut réellement l'épouse de Claude, il serait vain de chercher le moindre souci de vérité historique dans ce film, qui n'y prétend d'ailleurs aucunement.
- Le film comporte quelques anachronismes vestimentaires insolites : une nuisette sous le péplum de Messaline, des slips sous les robes des danseuses.
- À deux reprises dans les séquences avec les chrétiens, on peut voir une énorme croix ; or l'adoration de la croix n'est apparue qu'au VIIIe siècle.